# Dirk Hartog (wyspa)

Mapa Zatoki Rekina (ang. Shark Bay) z Wyspą Dirka Hartoga

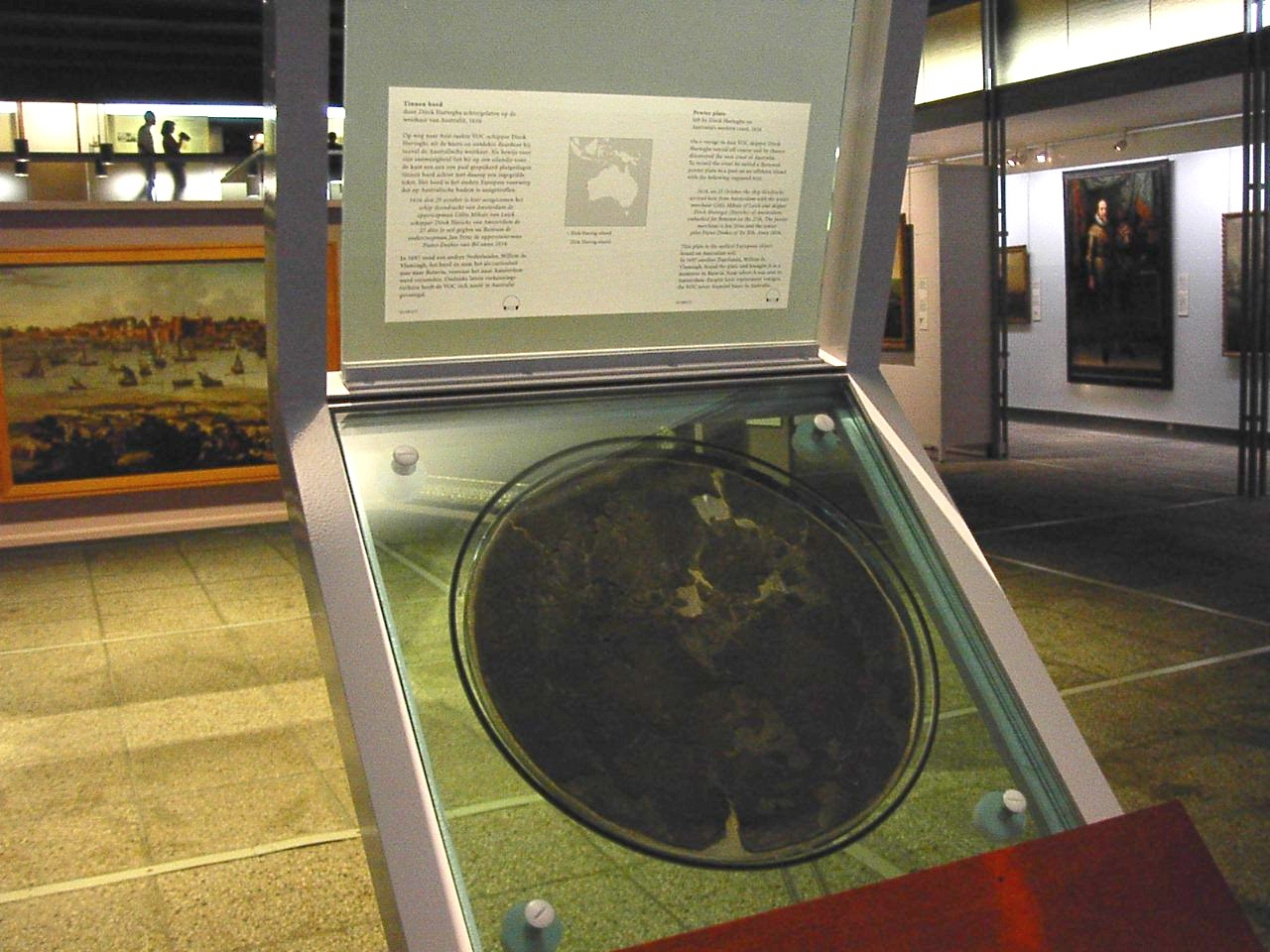
Tabliczka Hartoga w Rijksmuseum

Dirk Hartog, także Dirk Hartog Island – wyspa na Oceanie Indyjskim u zachodnich wybrzeży Australii (stan Australia Zachodnia), nazwana na cześć jej odkrywcy Dirka Hartoga. 

## Historia
W 1615 roku Dirk Hartog został zatrudniony przez Holenderską Kompanię Wschodnioindyjską (hol. Vereenigde Oostindische Compagnie (VOC)), która  w 1616 powierzyła mu dowództwo statku Eendracht (pol. jedność) wchodzącego w skład floty płynącej z Holandii do Holenderskich Indii Wschodnich. Hartog wyruszył z Texel 23 stycznia 1616. Podczas burzy statek Hartoga odłączył się od pozostałych jednostek. Samodzielnie dopłynął do Przylądka Dobrej Nadziei 5 sierpnia 1616, skąd 27 sierpnia 1616 udał się w dalszą drogę do Batawii. Podczas rejsu wykorzystywał silne wiatry zachodnie występujące w pasie wód na półkuli południowej, tzw. Ryczące Czterdziestki. Pas ten został wcześniej uznany przez holenderskiego nawigatora Hendrika Brouwera za najszybszą drogę na Jawę i za jego radą VOC zalecało swoim statkom żeglugę na wschód przez Ocean Indyjski ok. 1000 mil holenderskich (ok. 7400 km), a następnie zwrot na północ w kierunku Cieśniny Sundajskiej. Ponieważ nie można było wtedy dokładnie określić długości geograficznej, często zdarzało się, że statki żeglowały zbyt daleko na wschód, docierając do zachodnich wybrzeży Australii, dokonując przypadkowych odkryć geograficznych
25 października 1616 Hartog natknął się na szerokości ok. 26°S na liczne niezamieszkane wyspy. Zszedł na ląd wyspy – Dirk Hartog Island – leżącej w dzisiejszej Zatoce Rekina (ang. Shark Bay) u wybrzeży obecnej Zachodniej Australii. Hartog był drugim po Willemie Janszoonie Europejczykiem, który wylądował w Australii.
Hartog spędził trzy dni badając wybrzeże i okoliczne wyspy. Region nazwał Eendrachtsland na cześć swojego statku, jednak nazwa ta się nie przyjęła. Przed udaniem się w dalsza drogę Hartog zostawił na Dirk Hartog Island, na obecnym przylądku Cape Inscription, tabliczkę z pewteru upamiętniającą jego wizytę. Na tabliczce wyrył poniższy tekst:

Ao 1616, den 25sten October, is hier vangecommen het schip de Endracht van Amsterdam, den Oppercoopmen Gilles Mibais van Luyck; schipper Dirk Hartog, van Amsterdam, den 27sten, dito t’ zeijl gegaen na Bantam, den Ondercoopman Jan Stoyn, Opperstierman Pieter Dockes, van Bil, Ao 1616. (wolne tłum.: 25 października 1616 r. przybił tu statek Eendracht z Amsterdamu, agent handlowy Gilles Miebais z Liège, szyper Dirch Hatichs z Amsterdamu. 27 [października 1616 r.] statek odpłynął do Bantam. Zastępca agenta handlowego Jan Stins, sternik Pieter Doores z Bil, w roku 1616.)

W 1697 roku flamandzki odkrywca Willem de Vlamingh wylądował na Wyspie Dirka Hartoga i odnalazł tabliczkę. Zamienił ją na nową, umieszczając oryginalny tekst Hartoga oraz dodając swój własny:

1697. den 4 den Februarij is hier aengcomen het schip de Geelvinck van Amsterdam, den commandeur schipper William de Vlamingh van Vlielandt: Adsistent Joan van Bremen van Coppenhage; Opperstierman Michiel Blom van Es tight van Bremen. De Hoecker de Nijptang, schipperr Gerrit Collaert van Amsterdam; Adsistent Theodorus Heermans van do. d'opper-stierman Gerrit Gerritz van Bremen. 't Galjoot t' Weseltje, Gezaghebber Cornelis de Vlamigh van Vlielandt; stierman Coert Gerritsz van Bremen, en van hier Gazeilt met ons vloot den 12 do. voorts het Zuijtlandt to ondersoecken en gedestineert voor Batavia. (wolne tłum.: 1697. 4 lutego przybił tu statek Geelvink z Amsterdamu, z dowodzącym statkiem Willemem de Vlaminghem z Vlielandt, i jego asystentem Joanem van Bremenem z Kopenhagi, sternikiem Michielem Bolmem z Ez w diecezji bremeńskiej. Statek Nyptang, szyper Gerrit Collaert z Amsterdamu, asystent Theodorus Heermans, sternik Gerrit Geritz z Bremy. Galiot Weseltje, głównodowodzący Cornelis De Vlamingh z Vlielandt, sternik Coert Gerritsen z Bremy, i stąd Pożeglowali wraz z naszą flotą 12-go [lutego] dalej w kierunku Ziemi Południowej aby nadal odkrywać w drodze powrotnej do portu macierzystego, Batawii.)

De Vlamingh zabrał tabliczkę Hartoga do Batawii, skąd została przesłana do Amsterdamu gdzie można ją do dziś oglądać w Rijksmuseum.
Tabliczkę de Valmingha odnalazła w 1801 francuska wyprawa naukowa Nicolasa Baudina. Baron Emanuel Hamelin, szyper Naturaliste (jednego z dwóch statków ekspedycji), kazał zamontować tabliczkę na nowym paliku. Jednak Louis de Freycinet, młodszy oficer na statku Hamelina uważał, że tabliczka może ulec zniszczeniu i powinna trafić do francuskiego muzeum. Kiedy sam objął dowództwo statku Uranie i przypłynął w 1818 ponownie do Zatoki Rekina  zabrał tabliczkę do Paryża. W 1947 rząd francuski oddał tabliczkę Australii i obecnie znajduje się ona w Muzeum Morskim Zachodniej Australii we Fremantle.
W 1869 roku Francis Louis von Bibra (syn Franza Ludwiga von Bibry) otrzymał prawo do korzystania z wyspy w formie leasingu – wprowadził wypas owiec i rozpoczął wydobycie i handel guanem. Wyspa uznawana była za idealną do wypasu owiec ponieważ nie występowały na niej króliki i w 1907 roku stację wypasu na wyspie nabyli bracia Withnell. 
W 1969 roku wyspę zakupił Sir Thomas Wardle, który osiadł tu po przejściu na emeryturę. Następnie wyspa (oprócz stacji wypasu) przeszła w posiadanie państwa i w 1989 roku stała się częścią parku morskiego Shark Bay Marine Park.
W 1991 roku wyspa została wciągnięta wraz z Zatoką Rekina na Listę Światowego Dziedzictwa Kulturalnego i Przyrodniczego UNESCO a w 2006 roku miejsce lądowania Hartoga na wyspie zostało wpisane na listę narodowego dziedzictwa Australii.
W 1993 roku Kieran Wardle przejął umowę leasingową od swojego dziadka i założył ekologiczny ośrodek rekreacyjny. W 2007 roku wywiózł z wyspy owce (4000) i większość kóz (700) – w sumie w latach 2007–2014 z wyspy wywieziono 5000 owiec i 10000 kóz. W 2009 roku wyspa została ustanowiona parkiem narodowym i rozpoczęto realizację projektu Return to 1616  w celu przywrócenia jej pierwotnego stanu z 1616 roku jaki miał zastać Dirk Hartog. W ramach projektu z wyspy usuwane są gatunki inwazyjne zwierząt (np. koty), a reintrodukowane gatunki, które na wyspie wyginęły, m.in. filander kosmaty i pręgowany.